# Xa lộ Liên tiểu bang 26
Xa lộ Liên tiểu bang 26 (tiếng Anh: Interstate 26 hay viết tắt là I-26) là một xa lộ liên tiểu bang đông-tây (theo mã số chẳn là đông-tây nhưng chiều thực tế của nó là tây bắc-đông nam) chính trong vùng Đông Nam Hoa Kỳ. I-26 chạy từ điểm gặp nhau của Quốc lộ Hoa Kỳ 11W và Quốc lộ Hoa Kỳ 23 trong thành phố Kingsport, Tennessee. Từ điểm xuất phát, nó đi theo hướng tổng quát đông nam đến Quốc lộ Hoa Kỳ 17 trong thành phố Charleston, South Carolina. Đoạn đường từ Mars Hill, North Carolina đến Xa lộ Liên tiểu bang 240 nằm trong thành phố Asheville, North Carolina có các biển dấu biểu thị chữ FUTURE I-26 (có nghĩa là I-26 Tương lai) vì xa lộ vẫn chưa hội đủ tất cả các tiểu chuẩn được ấn định cho một xa lộ liên tiểu bang. Một đoạn ngắn tái điều chỉnh để cải thiện xa lộ cao tốc này cũng đã được hoạch định tại thành phố Asheville nhưng sau đó bị hủy bỏ vô hạn định vì tiểu bang North Carolina thiếu ngân sách.
Từ Kingsport theo hướng bắc, Quốc lộ Hoa Kỳ 23 tiếp tục hướng bắc đến Portsmouth, Ohio trong vai trò Hành lang B của Hệ thống Xa lộ Phát triển Vùng Appalachia, và ra ngoài đến thành phố Columbus trong vai trò Hành lang C. Cùng kết nối với hành lang Columbus-Toledo, Ohio được hình thành bởi Xa lộ Liên tiểu bang 75, Quốc lộ Hoa Kỳ 23, và Xa lộ Tiểu bang 15, I-26 trở thành một phần của một xa lộ phần lớn là đường cao tốc có bốn làn xe hay hơn chạy dài từ Ngũ Đại Hồ đến duyên hải Đại Tây Dương tại thành phố Charleston, South Carolina. Không có các kế hoạch nào khác để chính thức mở rộng Xa lộ Liên tiểu bang 26 vào tiểu bang Virginia, Kentucky, hay hơn nữa.

## Mô tả xa lộ
|           | dặm    | km     |
| --------- | ------ | ------ |
| TN        | 55     | 89     |
| NC        | 71     | 114    |
| SC        | 220,95 | 355,58 |
| Tổng cộng | 347    | 558    |

I-26 là một xa lộ liên tiểu bang chạy theo đường xéo hướng tây bắc/đông nam. Đa số các xa lộ khác trong vùng này là số lẻ và chạy theo hướng đông bắc/tây nam. Đoạn kéo dài qua thành phố Asheville phần lớn chạy theo hướng bắc–nam. Tại đây, I-26 qua Sông French Broad nằm trong Asheville bằng Cầu Smoky Park. Xa lộ chạy theo hướng đối nghịch với biển dấu của nó (I-26 chiều hướng tây thực tế lại đi theo hướng đông. Vì I-26 chạy cùng đường với I-240 cho nên I-240 chiều hướng đông và I-26 chiều hướng tây lại đi cùng đường).
I-26 có các biển dấu gắn thêm biển dấu phía trên mang chữ FUTURE (tương lai) từ thành phố Asheville đi hướng bắc đến thành phố Mars Hill, North Carolina vì xa lộ cao tốc thuộc Quốc lộ Hoa Kỳ 23 củ hơn không hội đủ tất cả các tiêu chuẩn của một xa lộ liên tiểu bang.

### Tennessee
Các số lối ra tại tiểu bang Tennessee trước đây được đánh số theo chiều ngược, có nghĩa là tăng dần từ phía "đông" (thực tế là hướng nam) sang phía "tây" (thực tế là hướng bắc) vì xa lộ này trước đây từng được cắm biển là một xa lộ bắc-nam trong vai trò là Quốc lộ Hoa Kỳ 23 (số lẻ là xa lộ bắc-nam). Mặc dù điều này phù hợp với luật mã số lối ra cho xa lộ nam-bắc nhưng hệ thống mã số lối ra được đổi trên tất cả 284 biển dấu dọc theo I-26 để phù hợp với phần còn lại của xa lộ đông-tây vào tháng 3 năm 2007. Các biểu dấu còn lại của I-181 ở phía bắc I-81 cũng được thay thế bằng biển dấu I-26 cùng lúc đó. Tại Tennessee, I-26 tiếp tục hướng đông bắc qua Erwin, TN.  Khi xa lộ đến Johnson City, TN trong vùng Tri-Cities (ba thành phố), nó rời Rừng Quốc gia Cherokee và bẻ ngoặc sang hướng tây bắc về nút giao thông lập thể của nó với Xa lộ Liên tiểu bang 81 tại Colonial Heights, TN.  Điểm đầu của I-26 là ở tại nơi giao cắt với Quốc lộ Hoa Kỳ 11W ở phía tây Kingsport, TN khi đó Quốc lộ Hoa Kỳ 23 tiếp tục đi đoạn đường còn lại dài khoảng 1 dặm (1,6 km) đến ranh giới tiểu bang Virginia.

### North Carolina

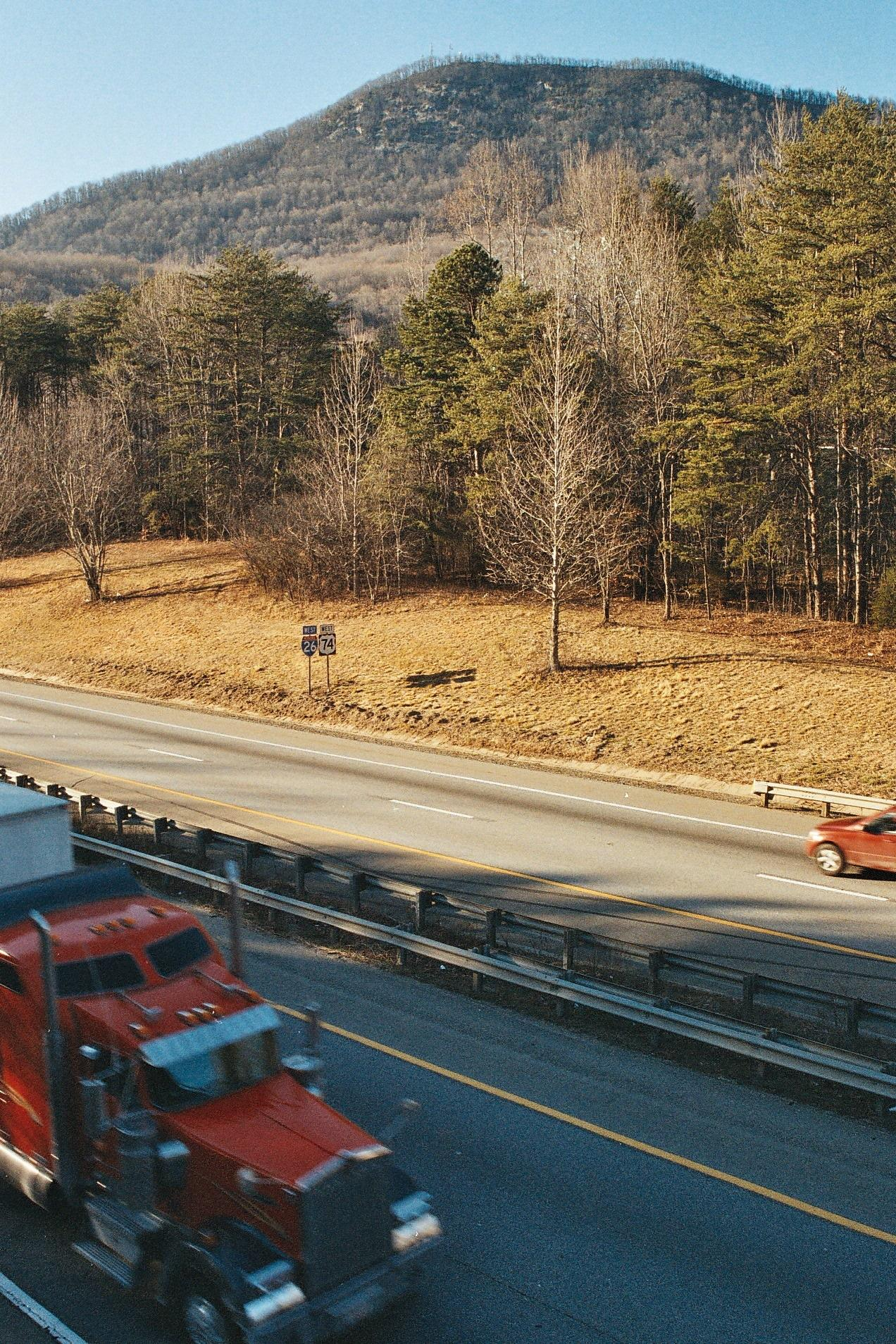
I-26 trong Quận Polk, NC

Khoảng 20 dặm (32 km) bên ngoài thành phố Spartanburg, xa lộ đến chân đồi của Dãy núi Blue Ridge. Sau khi qua ranh giới vào trong Quận Polk, North Carolina, I-26 giao cắt với Quốc lộ Hoa Kỳ 74 gần thành phố Columbus, N.C., và đi lên đoạn đường dốc 6% dài 3 dặm qua Đèo Howard. Sau đó nó đi qua cầu cao nhất tại North Carolina, đó là Cầu Tưởng niệm Peter Guice cao 225 foot (69 m) trên Sông Green giữa Saluda và Flat Rock nằm trong Quận Henderson, North Carolina. Xa lộ đi qua Đường phân thủy phía đông ở cao độ 2.130 foot (650 m). Mặt đất gần như bằng phẳng sau khi nó vào lưu vực Sông French Broad trải dài từ thành phố Flat Rock, N.C. đến Hendersonville, N.C., Fletcher, N.C., và Arden, N.C..
I-26 có một nút giao thông lập thể lớn với Xa lộ Liên tiểu bang 40 tại Asheville, N.C..  Sau khoảng 3 dặm (4,8 km), Quốc lộ Hoa Kỳ 23 nhập vào I-26 ở phía tây Asheville và đi theo xa lộ vào trong tiểu bang Tennessee. Hai xa lộ liên tiểu bang vượt Sông French Broad sau đó. Khi I-240 tiếp tục bẻ ngoặc lên hướng bắc và hướng đông của Asheville, I-26 quay lên hướng bắc đến Weaverville và Mars Hill, N.C.  Nó đầu tiên đi vào Dãy núi Blue Ridge và rồi Dãy núi Walnut và Dãy núi Bald thuộc Dãy núi Appalachia, đi qua Rừng Quốc gia Pisgah và Rừng Quốc gia Cherokee.
Khi I-26 đi qua Dãy núi Bald gần ranh giới North Carolina/Tennessee, nó đi qua vùng nông thôn tương đối ở trên độ cao. Tại Đèo Buckner, I-26 lên đến độ cao 3370 ft. Nó lên đến độ cao cao nhất toàn tuyến đường của nó là 3.760 foot (1.150 m) tại Đèo Sam. Khoảng 2 dặm (3,2 km) ở hai phía ranh giới tiểu bang, độ cao ít nhất của nó là 3.000 foot (910 m).

### South Carolina

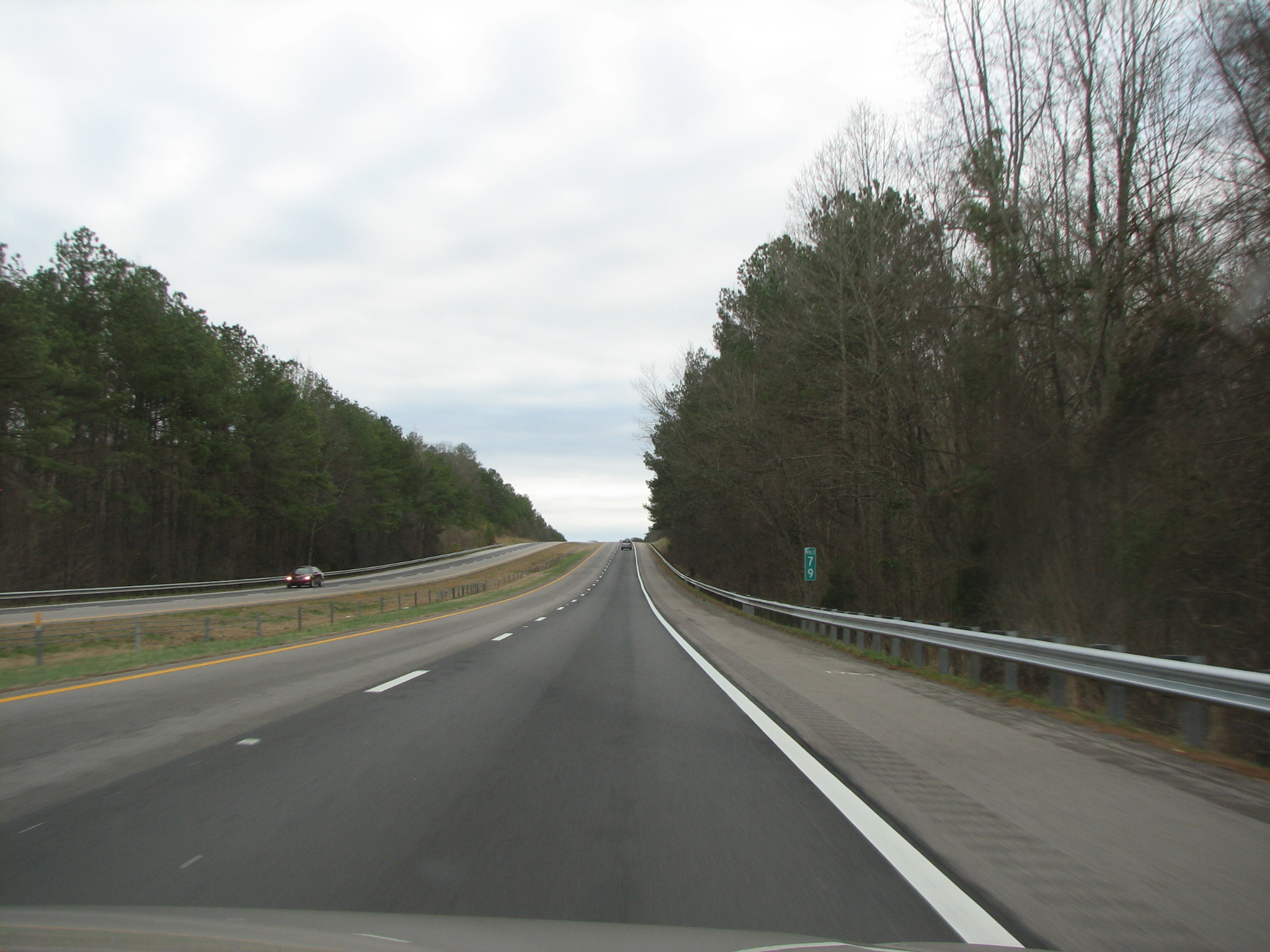
I-26 chiều đi phía nam trong tiểu bang South Carolina, khoảng 27 dặm về phía nam nút giao thông lập thể I-385.

Bắt đầu trong thành phố Charleston, I-26 đi theo hướng tây bắc trên các cánh đồng bằng phẳng có ít đô thị rồi qua thành phố Summerville. Sau điểm giao cắt với Xa lộ Liên tiểu bang 95 ngay bên trong Quận Orangeburg, mặt đất trở thành đồi núi. Orangeburg là nơi dừng chân chính đầu tiên nằm bên ngoài thành phố Charleston có vài lối ra mang tên này. Giữa Orangeburg và điểm giao cắt với Xa lộ Liên tiểu bang 77 ngay bên ngoài Cayce, xa lộ đi lên và đi xuống một ít ngọn đồi rất dài có độ cao trung bình khoảng 100 foot (30 m) hay 30 mét. Bên ngoài Xa lộ Liên tiểu bang 77 là vùng đô thị Columbia. Vùng đô thị này gần như chấm dứt tại lối ra số 101. Thành phố kế tiếp là Newberry. Sau đó, I-26 đi về phía thành phố Spartanburg nơi nó có một điểm giao cắt với Hành lang Xa lộ Liên tiểu bang 85. Hành lang này có số lượng đáng kể các hãng sản xuất và thương mại quốc tế. Đoạn dài 11 dặm (18 km) của I-26 từ Xa lộ Liên tiểu bang 126 tại Columbia đến Quốc lộ Hoa Kỳ 176 ở Lối ra số 97 là đoạn đầu tiên của xa lộ thông xe vào ngày 7 tháng 9 năm 1960.

## Lịch sử
Trước ngày 5 tháng 8 năm 2003, điểm đầu phía tây bắc của xa lộ là tại Xa lộ Liên tiểu bang 40 bên phía tây nam của thành phố Asheville là nơi xa lộ tiếp tục tạo thành một vòng đi quanh phố chính trong vai trò là Xa lộ Liên tiểu bang 240.  Năm 2003, xa lộ được quyết định nối dài về phía tây bắc thành phố Asheville vào tiểu bang Tennessee. Tiếp theo, đoạn cuối cùng của xa lộ trong tiểu bang North Carolina, từ Mars Hill đi hướng bắc đến ranh giới tiểu bang Tennessee, thay thế Quốc lộ Hoa Kỳ 23 củ là quốc lộ có hai làn xe. I-26 được nối dài vào tiểu bang Tennessee qua ngã Quốc lộ Hoa Kỳ 23, lấy khoảng trên phân nửa con đường của cựu Xa lộ Liên tiểu bang  181 từ Quốc lộ Hoa Kỳ 321 trong Johnson City đến nút giao thông lập thể Xa lộ Liên tiểu bang 81 ở đông nam thành phố Kingsport, Tennessee. Hiệp hội Quan chức Giao thông và Xa lộ Tiểu bang Mỹ (AASHTO) ban đầu phán quyết chống lại việc nối dài Xa lộ Liên tiểu bang 26 dọc theo phần còn lại của I-181 đến Kingsport vì điều này sẽ tạo cho một xa lộ liên tiểu bang chính (I-26) thành rời rạc vì nó không có điểm kết nối nào với bất cứ một xa lộ liên tiểu bang nào, biên giới quốc tế nào hay duyên hải nào.

## Tương lai
Ủy ban Vùng Appalachia chấp thuận hai hành lang xa lộ như một phần của Hệ thống Xa lộ Phát triển Vùng Appalachia:
Hành lang xa lộ B bắt đầu tại điểm giao cắt của I-26 và I-40 gần thành phố Asheville, NC và kết thúc tại một điểm ở phía bắc Portsmouth, Ohio
Hành lang xa lộ C bắt đầu tại điểm đầu của hành lang xa lộ B và kết thúc tại thành phố Columbus, Ohio.
Điểm đầu phía tây của I-26 ban đầu được dự định là thành phố Columbus, Ohio trên một con đường từng dùng Hành lang B và C. Dù các hành lang xa lộ và điểm đầu vẫn còn trên giấy tờ, và phần nhiều con đường đã được triển khai như Quốc lộ Hoa Kỳ bốn làn xe nhưng kế hoạch cho I-26 ở phía bắc và tây thành phố Kingsport, Tennessee bị gián đoạn vì các dự án xây dựng khác.

## Các xa lộ phụ
- Xa lộ Liên tiểu bang 126 là một xa lộ nhánh ngắn đi vào thành phố Columbia, South Carolina từ hướng tây bắc.
- Xa lộ Liên tiểu bang 526 là một xa lộ bán vành đai của thành phố Charleston, South Carolina, chạy từ Quốc lộ Hoa Kỳ 17 ở phía tây thành phố đi hướng bắc đến I-26 và quay trở lại hướng đông và nam đến Quốc lộ Hoa Kỳ 17 ở phía đông Charleston.